# Cisti pilonidale
Per cisti pilonidale o sinus pilonidalis si intende una formazione cistica contenente spesso peli (pili nidus). È conosciuta anche come cisti sacro-coccigea perché situata esclusivamente in questa regione e non va confusa con le patologie fistolose e suppurative a partenza dal canale anale (dalle ghiandole di Hermann e Desfosses).

## Eziologia
Queste cisti si formano in regione sacrale tra lo strato adiposo cutaneo e la fascia muscolare; nella quasi totalità dei casi contengono peli formati. Questo fatto, così come la possibilità che il sinus pilonidalis si riformi anche dopo essere stato completamente asportato chirurgicamente, ha fatto ipotizzare che nel meccanismo patogenetico sia determinante un'azione di sfregamento delle natiche con conseguente incarnimento dei peli.
Queste cisti, sottoposte a microtraumi continui (come nella posizione seduta), finiscono con l'andare incontro a un'infiammazione cui può seguire la formazione di un ascesso.
L'ascesso tende a svuotarsi del pus percorrendo un tragitto neoformato detto fistola che parte dall'ascesso e sbuca in un orifizio cutaneo posto in posizione mediana o laterale rispetto alla linea interglutea. Abitualmente la malattia, che si manifesta in giovane età in entrambi i sessi ma principalmente ai maschi, ha tendenza a periodi di remissione alternati ad episodi di riacutizzazione.
Si è a lungo discusso sull'eziologia di questa condizione, e, fino agli anni '80, era accreditata la teoria della sua origine congenita. Tuttavia, nel 1980, il chirurgo e ricercatore John Bascom (Eugene, Oregon, USA) sviluppò la tesi che la cisti pilonidale fosse una malattia acquisita: ad oggi è questa, probabilmente, la teoria più seguita, essendo supportata da notevole evidenza scientifica, clinica ed epidemiologica.

## Clinica
Il paziente in genere presenta una piccola tumefazione in regione sacro coccigea della quale non si rende conto fino al momento in cui essa va incontro a una flogosi ascessuale caratterizzata da segni locali: calore, arrossamento, dolore spiccato e tumefazione che diventa sempre più voluminosa e segni generali: febbre, malessere, cefalea. L'ascesso, dopo alcuni giorni, va spontaneamente incontro a rottura e fistolizzazione con immediato miglioramento delle condizioni locali e di quelle generali.
Il processo però non si risolve definitivamente e dalla fistola continua ad uscire materiale liquido maleodorante commisto a sostanza caseosa. A distanza di tempo si ripete l'episodio acuto e ne consegue che si possono formare altre fistole volte in altre direzioni, qualche volta ramificate, che finiscono col disseminare sulla cute numerosi orifizi.

## Terapia
Anche se, all'inizio, si può tentare di tenere sotto controllo la condizione semplicemente tenendo la zona pulita e rasata, la terapia è esclusivamente chirurgica. Diversi medici preferiscono non intervenire nella fase di ascessualizzazione, perché l'infiammazione e l'infezione vanificherebbero gli effetti dell'anestesia locale e costringerebbero a un allargamento dei margini di asportazione. L'intervento si effettua quando il processo patologico è regredito. In centri non dedicati, l'intervento consiste nell'esplorazione accurata dei tramiti fistolosi con sonde e con coloranti e nell'asportazione completa, in blocco, di tutta la parte malata contenente la cisti e le fistole. Tali metodiche comportano un lento recupero funzionale e delle attività lavorative, con necessità di lunghe medicazioni, spesso per più di un mese. Poiché secondo la teoria di J. Bascom (1980) [1] la cisti pilonidale è una malattia acquisita “dermatologica”, essa come tale va trattata, con escissioni e suture multiple di pochi millimetri (a “chicco di riso”) dei piccoli orifizi cutanei esterni situati sulla linea mediana posteriore della regione sacro-coccigea. Eventuali ampie suture in corrispondenza della linea mediana posteriore per motivi meccanici tendono, quasi sempre, ad aprirsi, e qualora fosse necessario una detersione dei piani tissutali più profondi questi vanno raggiunti attraverso un'incisione laterale, che, invece, tende a guarire con estrema semplicità. Successivamente all'intervento di Bascom, eseguito ambulatorialmente ed in anestesia locale, si ha una ripresa delle normali attività molto più rapida rispetto agli interventi "demolitori", senza alcun dolore e senza la necessità di lunghe e fastidiose medicazioni. Una nuova tecnica è stata pubblicata da Gips in Israele. Questa consiste nell'utilizzo di lame circolari (trefine o curettes per biopsia “punch”) che asportano sia il tessuto malato che il contenuto della cisti o della fistola e che non prevede incisioni collaterali ("fistulectomia"). Non si avrà quindi un taglio come nella tecnica di Bascom originale, ma la sola presenza di piccoli forellini del diametro di pochi (solitamente 5) millimetri, che guariranno consentendo, generalmente nei giorni successivi all'intervento, di riprendere la normale attività senza o con lieve dolore. Una variante (più costosa) è rappresentata dalla tecnica EPSIT od Endoscopic Pilonidal Sinus treatment. Una delle critiche alle terapie mini invasive siano queste la tecnica di Gips, o la EPSIT, è la possibile incompleta asportazione della fistola o della cisti. Questo dà ragione dell'alta percentuale di recidive della EPSIT. Nel 2009 Il Dott. Di Castro ha introdotto una nuova tecnica la MITSPE (Minimalli Invasive total soubcutaneus Pilonidal Excision) Tale tecnica consente una asportazione totale della fistola attraverso piccoli forellini da 8 mm riportando una incidenza di recidive inferiore al 3%

## Esiti
In centri non dedicati, l'entità dell'exeresi (gr. exairesis, rimozione) è legata al numero e alla ramificazione delle fistole anali che devono essere completamente asportate. Pertanto nel caso di malattia recidivata più volte l'escissione può diventare così ampia da rendere difficoltosa la chiusura dei lembi cutanei. Altre volte la sutura dei lembi può essere controindicata dalla persistenza di fenomeni infiammatori residui. Il chirurgo generale si trova, quindi, a dover scegliere tra due modalità:
- chiusura per prima intenzione: quando affronta direttamente i margini della ferita con una serie di punti. La ferita in tal modo andrà incontro a cicatrizzazione più rapida. Sarebbe il metodo da preferire, ma è gravato da un'importante percentuale di complicanze (ematoma, rottura dei punti, microascessi) e recidive;
- chiusura per seconda intenzione: quando lascia la ferita aperta provvedendo alla sua zaffatura (processo di riempimento di una cavità con garze medicate stipate al suo interno e che vengono cambiate periodicamente). È un metodo più sicuro e gravato da meno recidive, ma richiede molto più tempo per la cicatrizzazione.

In centri dedicati, l'introduzione delle tecniche mini invasive (Gips, EPSIT, Laser, ecc.)  ha modificato radicalmente gli esiti di questo intervento non solo per i minimi tempi di recupero e per l'assenza di dolore e di lunghe e fastidiose medicazioni, ma anche sotto il profilo estetico.